# 斯特里日 (奥里奇区)
斯特里日（羅馬化：Strizhi）是俄罗斯基洛夫州的市级镇，属奥里奇区，位于伏尔加河流域内维亚特卡河支流贝斯特里察河（Быстрица）畔，地处基洛夫州中部，在区行政中心奥里奇东北、州府基洛夫西南方。南侧有同属一区的市级镇廖温齐。
该地2021年人口有3,156人；2010年人口3,730；2002年人口4,003；1989年人口4,715。